# Nuraghe Su Mulinu
Il nuraghe Su Mulinu è un sito archeologico situato nel territorio del comune di Villanovafranca, nella provincia del Medio Campidano.

## Descrizione
Il nuraghe si trova a meno di un chilometro dal paese, su una dorsale che domina il Flumini Mannu, nella Marmilla. 
Si tratta di una costruzione che risale al 1800 a.C. 
, che ha la particolarità di essere composta da diversi tipi di costruzioni come un protonuraghe (la parte più antica dell'edificio) e torri a falsa cupola. Le torri a falsa cupola (thòlos) a volta risalgono alla recente età del bronzo e all'età del bronzo finale (XIV-XII secolo a.C.).
All'interno di una torre è stato ritrovato l'unico esempio di altare nuragico della prima età del Ferro (950-750 a.C.) costituito da una pietra scolpita a motivi verticali con un'effigie della dea Luna.
Il sito fu successivamente riutilizzato nell'era punica, romana e giudicale.

## Scavi
Venne scavato a più riprese, a partire dal 1983, dall'archeologo Giovanni Ugas.

## Galleria d'immagini

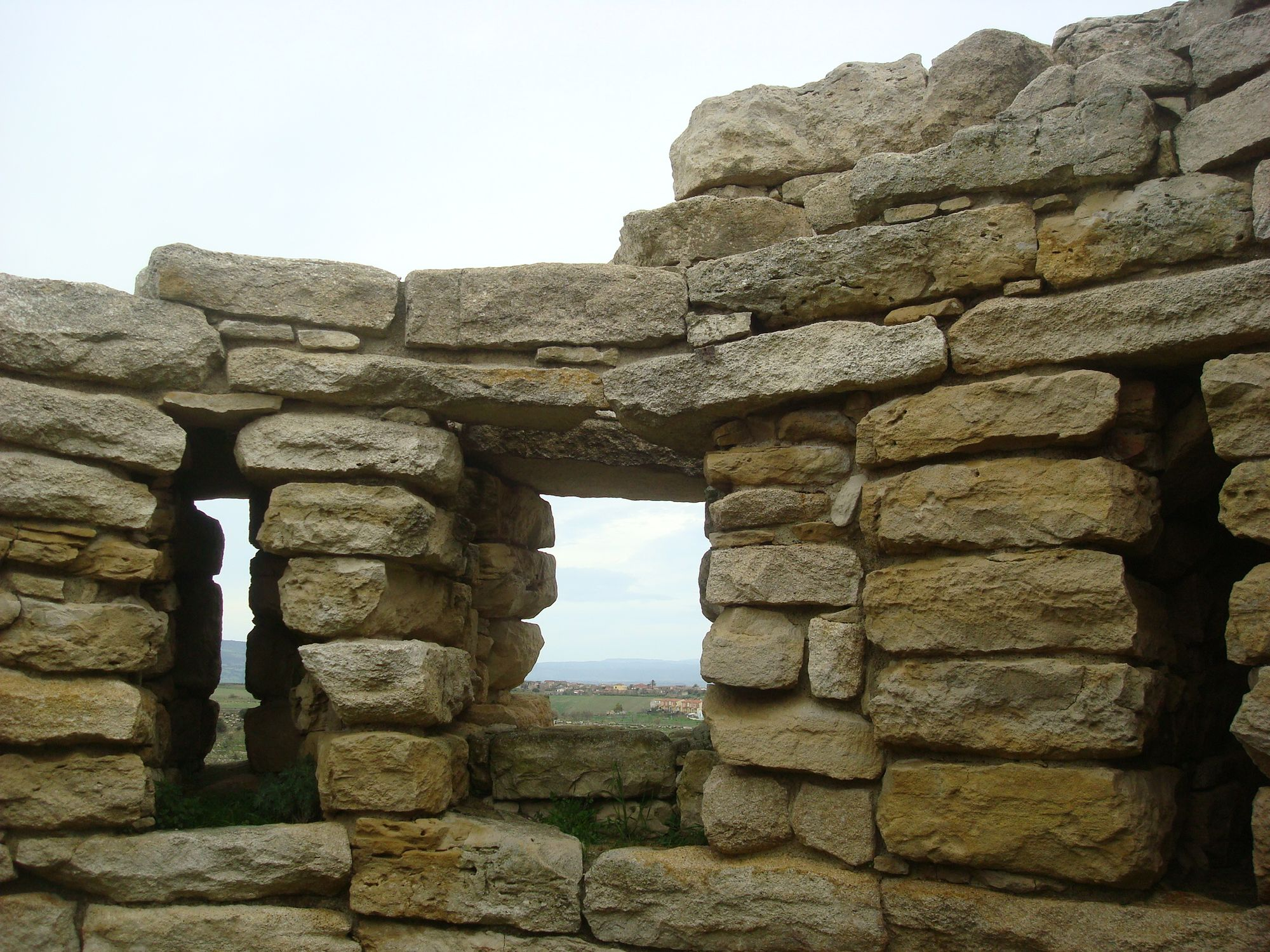
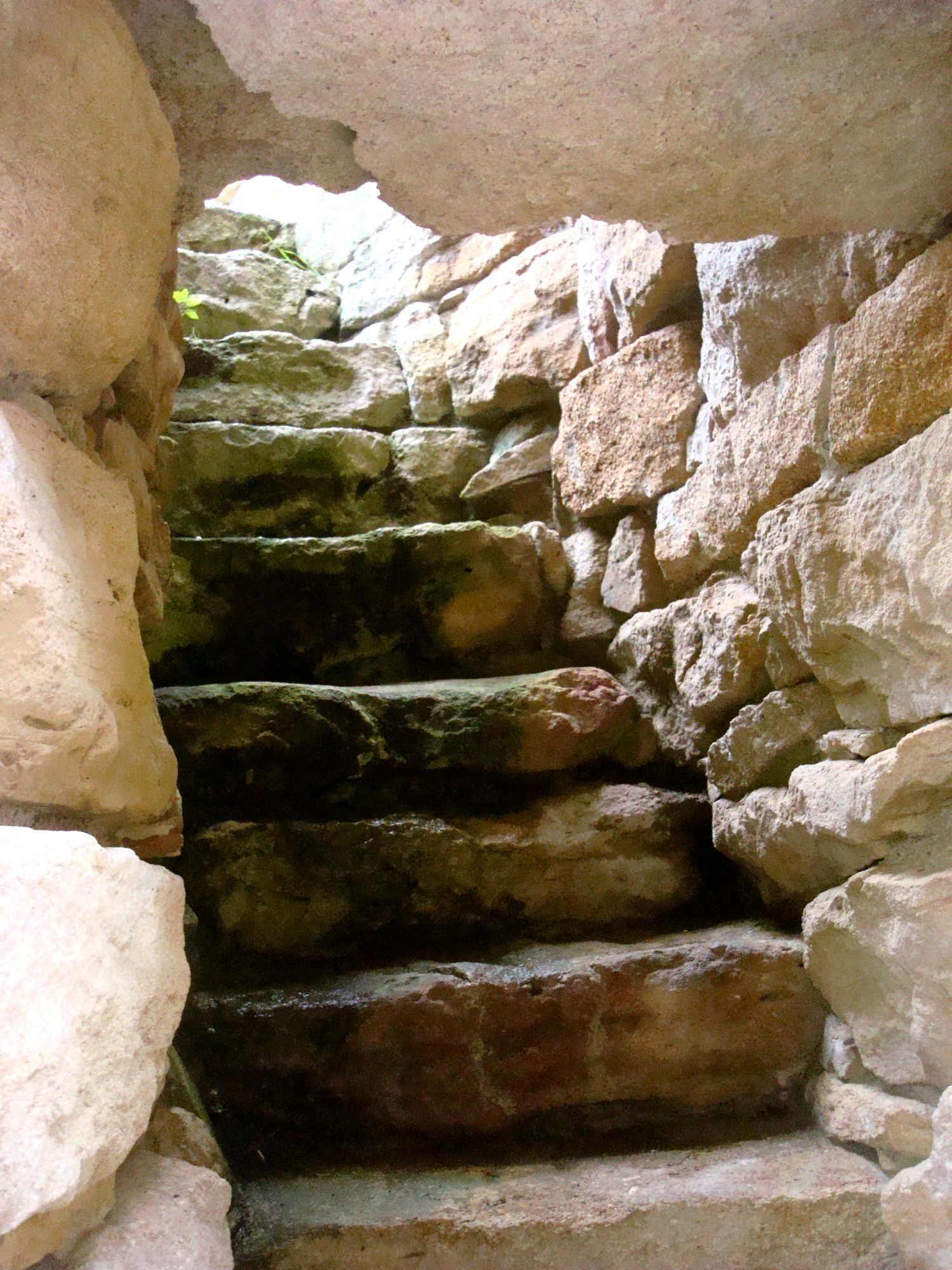
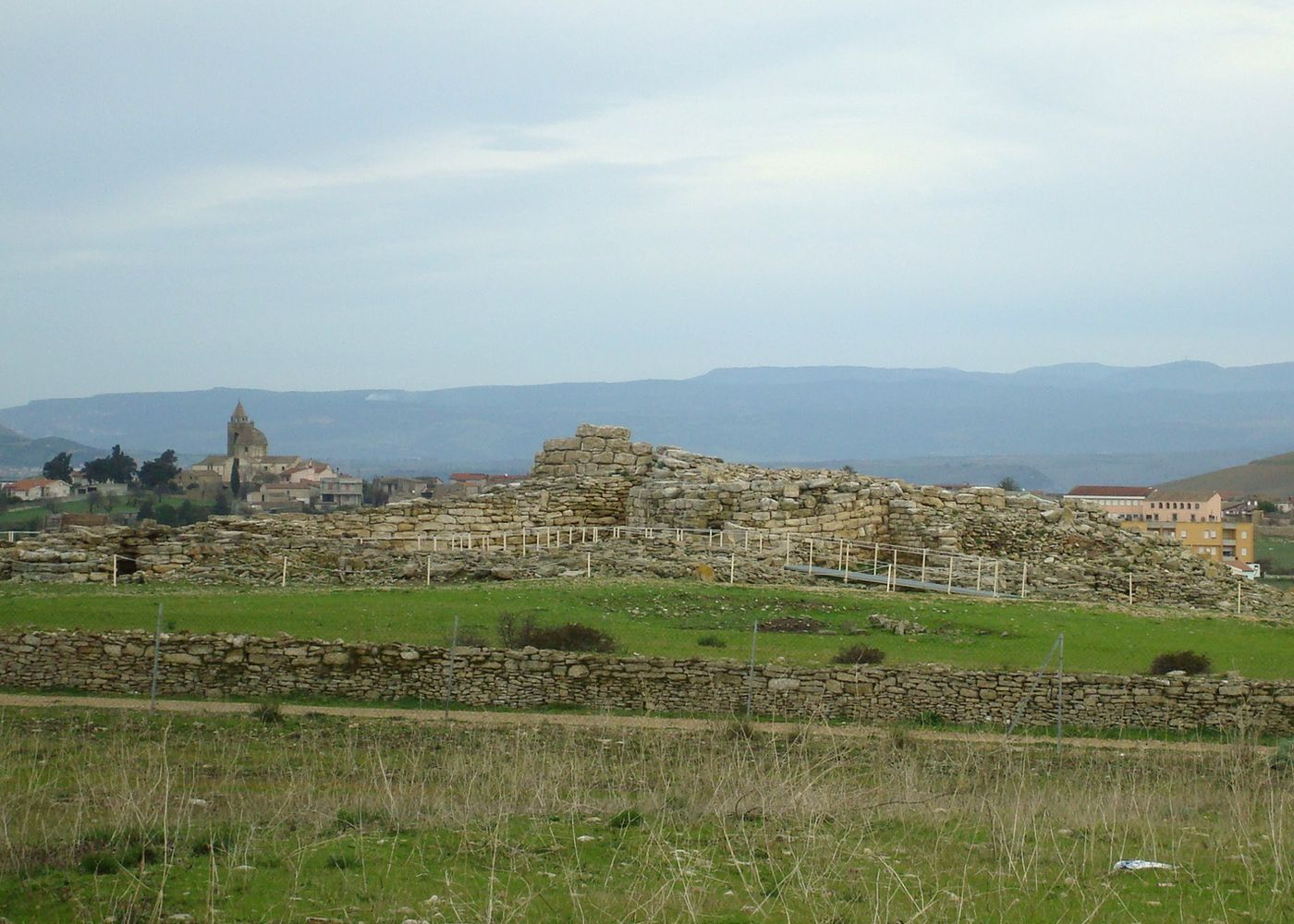
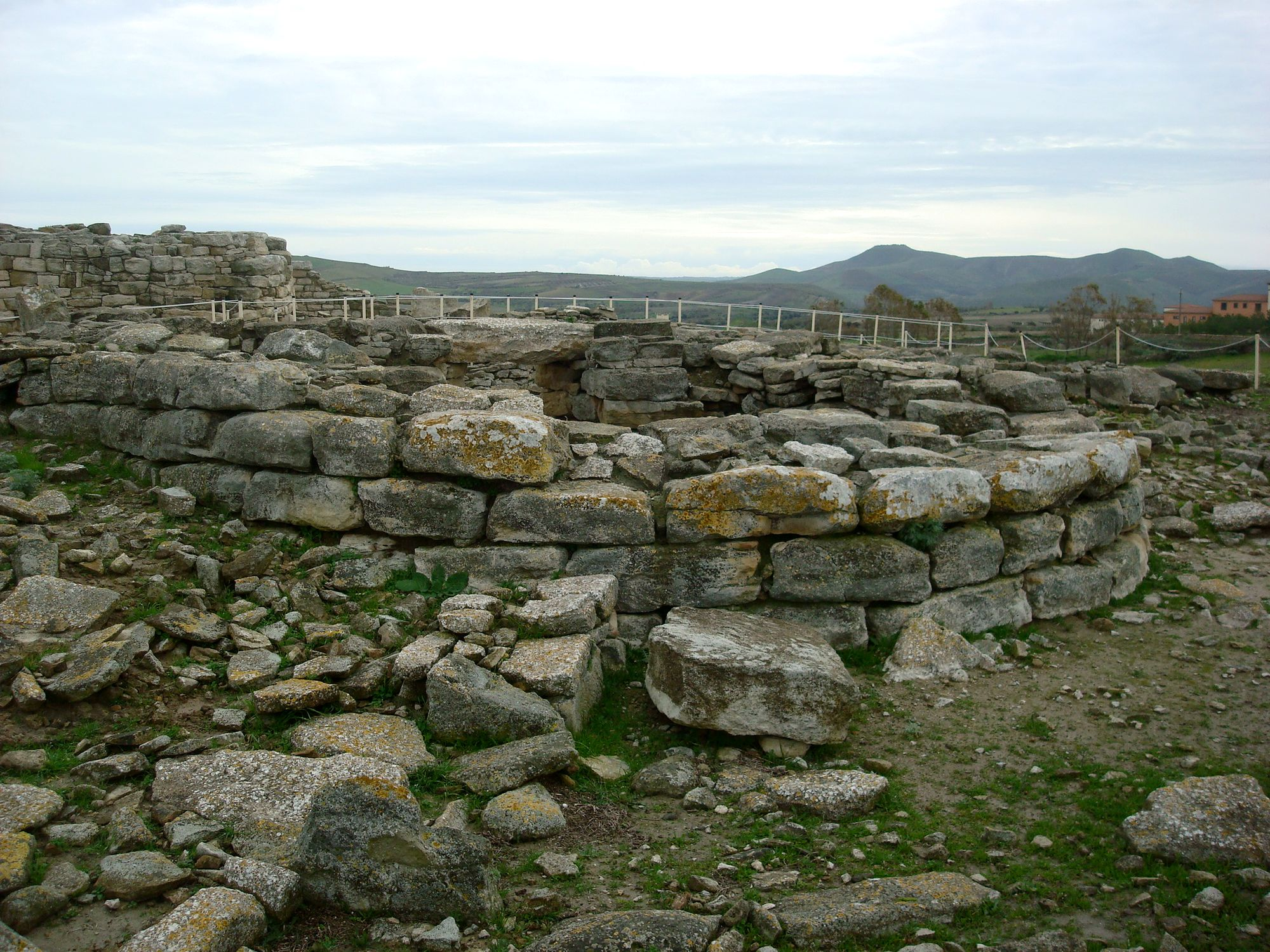
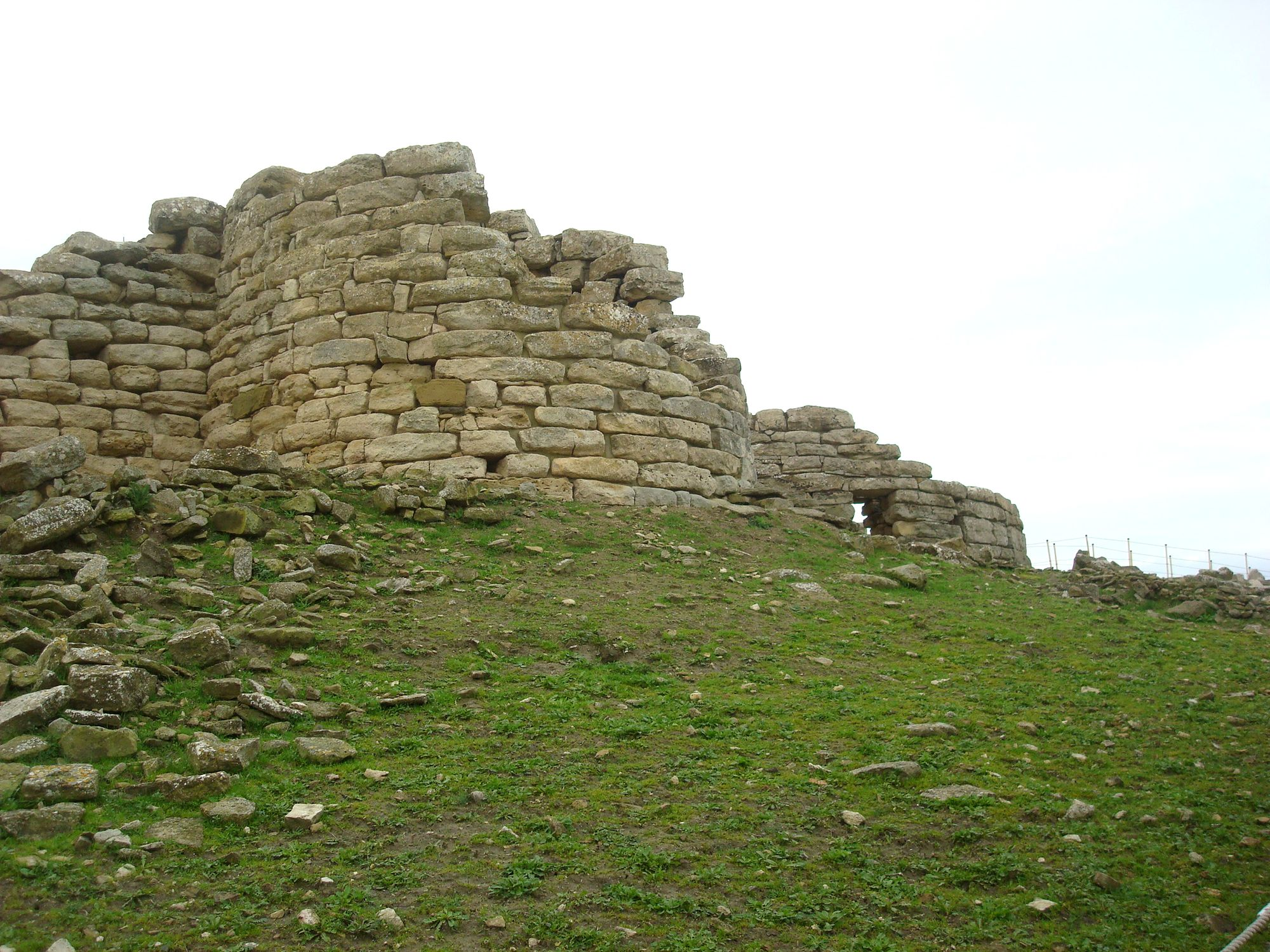